# Gmeiner-Verlag
Der Gmeiner-Verlag mit Sitz in Meßkirch im Landkreis Sigmaringen in Baden-Württemberg ist ein Verlag, der sich auf die Publikation von deutschsprachigen Spannungsromanen sowie Kultur- und Reiseführern spezialisiert hat.

## Geschichte

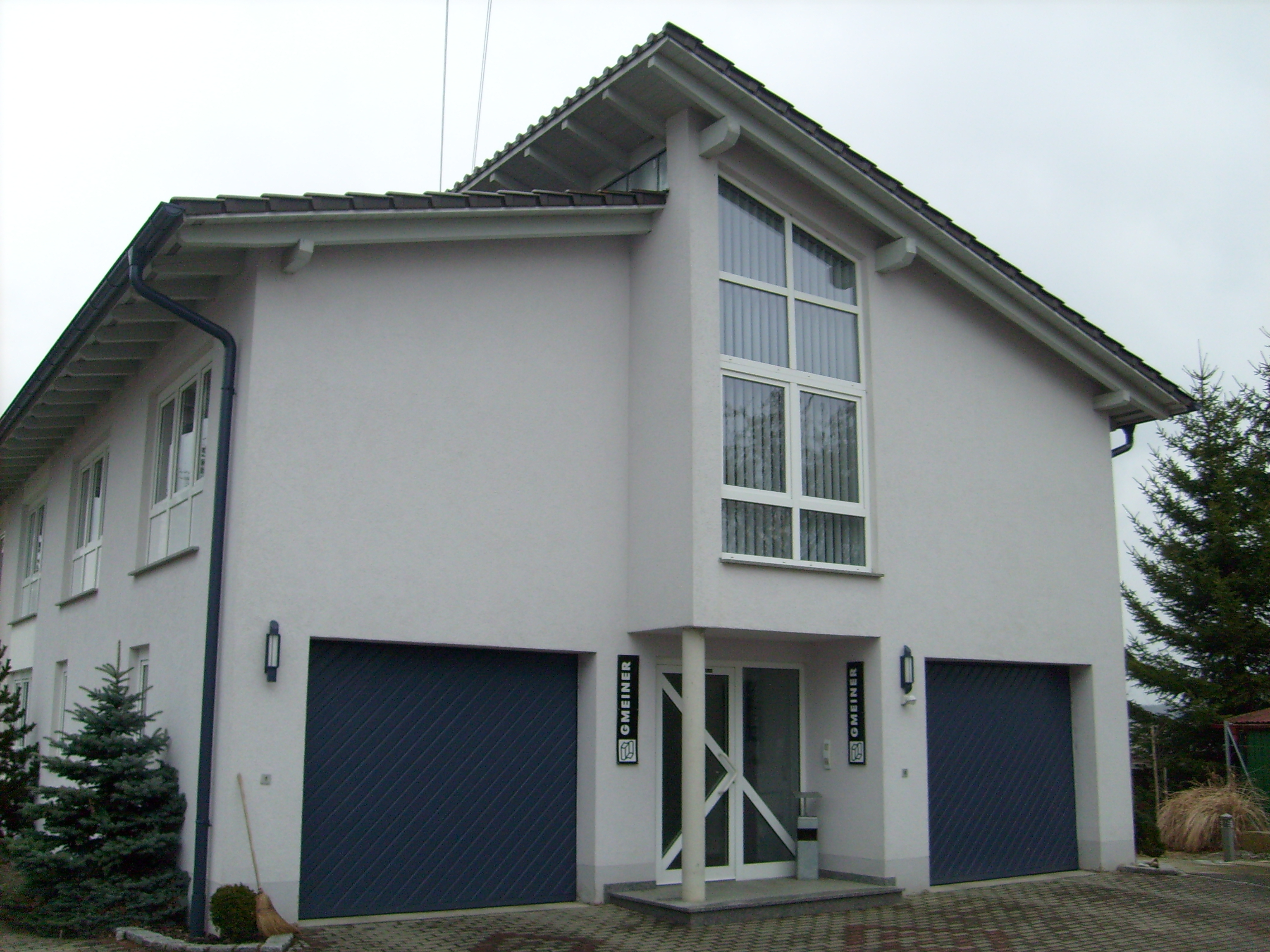
Verlagshaus in Meßkirch

Der Verlag wurde 1986 von Armin Gmeiner gegründet. Ursprünglich wollte Gmeiner vor allem die Enzykliken des Papstes und andere Werke in der Universalsprache Esperanto verlegen, widmete sich aber schnell der Veröffentlichung landesgeschichtlicher Titel in Kleinauflagen. 1998 startete das belletristische Programm mit der Reihe Schwabenkrimis. Ende 2002 erfolgte die Neugründung der Gmeiner-Verlag GmbH sowie die Entscheidung, das Krimiprogramm auszubauen und den regionalen Bezug auf den gesamten deutschsprachigen Raum (Deutschland, Österreich, Schweiz) auszuweiten. Inzwischen werden mit rund 30 Mitarbeitern in den Bereichen Lektorat, Mediengestaltung, Marketing und Vertrieb jährlich etwa 175 neue Publikationen veröffentlicht. Seit 2014 gehört die Werbeagentur Gmeiner Media zum Verlag.
Am 1. Juli 2021 wurde der Gmeiner-Verlag in München durch die Beauftragte der Bundesregierung für Kultur und Medien, Monika Grütters, mit einem „undotierten Gütesiegel“ des Deutschen Verlagspreises geehrt.
Der Verlag ist Mitglied im Börsenverein des Deutschen Buchhandels.

## Programm
Der Verlag führt die Reihen Kriminalromane, zeitgeschichtliche Kriminalromane, Historische Romane, Kriminelle Freizeitführer, „Lieblingsplätze zum Entdecken“ und „Das besondere Buch“. Bekannt ist der Gmeiner-Verlag bei Krimis insbesondere für Wirtschaftsthemen wie auch den großen Regionalbezug. Bei den über 1.200 lieferbaren Titeln der Gmeiner-Bibliothek handelt es sich ausnahmslos um Originalausgaben von Autoren aus Deutschland, Österreich und der Schweiz, unter denen auch regelmäßig Debütanten zu finden sind. Neben den Taschenbüchern hat der Verlag auch Krimispiele in seinem Programm.